# Bostane
Pour les articles homonymes, voir Bostan.
Bostan en albanais et Bostane en serbe latin (en serbe cyrillique : Бостане) est une localité du Kosovo située dans la commune/municipalité de Novobërdë/Novo Brdo, district de Pristina (Kosovo) ou district de Kosovo-Pomoravlje (Serbie). Selon le recensement kosovar de 2011, elle compte 487 habitants.

## Histoire
Dans le village, l'église de la Transfiguration, construite au XVIIIe siècle, est inscrite sur la liste des monuments culturels du Kosovo.

## Démographie

### Évolution historique de la population dans la localité
| 1948 | 1953 | 1961 | 1971 | 1981 | 1991 | 2011 |
| ---- | ---- | ---- | ---- | ---- | ---- | ---- |
| 411  | 555  | 756  | 817  | 978  | 992  | 487  |

|  |

### Répartition de la population par nationalités (2011)
En 2011, les Albanais représentaient 45,38 % de la population, les Serbes 40,25 % et les Roms 12,94 %.